# Nebojša Jovanović
Nebojša Jovanović (em sérvio:  Небојша Јовановић, nascido em 27 de março de 1983) é um ciclista profissional sérvio. Competiu pela Sérvia nos Jogos Olímpicos de Verão de 2008 e terminou em 84º lugar.